# Antonio Šančić
Antonio Šančić (* 23. November 1988 in Brežice, SR Slowenien) ist ein kroatischer Tennisspieler.

## Karriere
Antonio Šančić spielt hauptsächlich auf der ATP Challenger Tour und der ITF Future Tour. Er feierte bislang zwei Einzel- und zehn Doppelsiege auf der Future Tour. Auf der Challenger Tour gewann er 13 Doppelturniere. 2016 stand er in Umag erstmals in einem Endspiel auf der ATP Tour.

## Erfolge
| Legende (Anzahl der Siege)  |
| Grand Slam                  |
| ATP World Tour Finals       |
| ATP World Tour Masters 1000 |
| ATP World Tour 500          |
| ATP World Tour 250          |
| ATP Challenger Tour (18)    |

### Doppel

#### Turniersiege
| Nr. | Datum              | Turnier                  | Belag         | Partner          | Finalgegner                             | Ergebnis            |
| --- | ------------------ | ------------------------ | ------------- | ---------------- | --------------------------------------- | ------------------- |
| 1.  | 13. September 2014 | Banja Luka (1)           | Sand          | Dino Marcan      | Jaroslav Pospíšil Adrian Sikora         | 7:5, 6:4            |
| 2.  | 26. September 2014 | Kenitra                  | Sand          | Dino Marcan      | Gerard Granollers Jordi Samper Montaña  | 6:1, 7:63           |
| 3.  | 27. Juni 2015      | Mailand                  | Sand          | Nikola Mektić    | Cristian Garín Juan Carlos Sáez         | 6:3, 6:4            |
| 4.  | 18. Juli 2015      | San Benedetto            | Sand          | Dino Marcan      | César Ramírez Miguel Ángel Reyes Varela | 6:3, 6:710, [12:10] |
| 5.  | 18. Oktober 2015   | Rennes (1)               | Hartplatz (i) | Andrea Arnaboldi | Wesley Koolhof Matwé Middelkoop         | 6:4, 2:6, [14:12]   |
| 6.  | 27. August 2016    | Manerbio                 | Sand          | Nikola Mektić    | Juan Ignacio Galarza Leonardo Mayer     | 7:5, 6:1            |
| 7.  | 7. Oktober 2016    | Mohammedia               | Sand          | Dino Marcan      | Roman Jebavý Andrej Martin              | 7:63, 6:4           |
| 8.  | 21. Mai 2017       | Heilbronn                | Sand          | Roman Jebavý     | Adil Shamasdin Igor Zelenay             | 6:4, 6:1            |
| 9.  | 3. September 2017  | Como                     | Sand          | Sander Arends    | Aljaksandr Bury Kevin Krawietz          | 7:61, 6:2           |
| 10. | 15. Oktober 2017   | St. Ulrich in Gröden (1) | Hartplatz (i) | Sander Arends    | Jeremy Jahn Edan Leshem                 | 6:2, 5:7, [13:11]   |
| 11. | 29. Oktober 2017   | Brest                    | Hartplatz (i) | Sander Arends    | Scott Clayton Divij Sharan              | 6:4, 7:5            |
| 12. | 21. Oktober 2018   | Ismaning                 | Teppich (i)   | Purav Raja       | Rameez Junaid David Pel                 | 5:7, 6:4, [10:5]    |
| 13. | 16. November 2019  | St. Ulrich in Gröden (2) | Hartplatz (i) | Nikola Čačić     | Sander Arends David Pel                 | 6:75, 7:63, [10:7]  |
| 14. | 26. Januar 2020    | Rennes (2)               | Hartplatz (i) | Sam Weissborn    | Teimuras Gabaschwili Lukáš Lacko        | 7:5, 6:75, [10:7]   |
| 15. | 4. September 2021  | Saint-Tropez             | Hartplatz     | Artem Sitak      | Romain Arneodo Manuel Guinard           | 7:65, 6:4           |
| 16. | 11. September 2021 | Banja Luka (2)           | Sand          | Nino Serdarušić  | Ivan Sabanov Matej Sabanov              | 6:3, 6:3            |
| 17. | 13. November 2021  | St. Ulrich in Gröden (3) | Hartplatz (i) | Sam Weissborn    | Alexander Erler Lucas Miedler           | 7:68, 4:6, [10:8]   |
| 18. | 4. Dezember 2021   | Forlì                    | Hartplatz (i) | Sam Weissborn    | Lukáš Rosol Witalij Satschko            | 7:64, 4:6, [10:7]   |

#### Finalteilnahmen
| Nr. | Datum            | Turnier | Belag         | Partner        | Finalgegner                 | Ergebnis          |
| --- | ---------------- | ------- | ------------- | -------------- | --------------------------- | ----------------- |
| 1.  | 24. Juli 2016    | Umag    | Sand          | Nikola Mektić  | Martin Kližan David Marrero | 4:6, 2:6          |
| 2.  | 22. Oktober 2017 | Moskau  | Hartplatz (i) | Damir Džumhur  | Maks Mirny Philipp Oswald   | 3:6, 5:7          |
| 3.  | 14. April 2018   | Houston | Sand          | Andre Begemann | Maks Mirny Philipp Oswald   | 7:62, 4:6, [9:11] |